# Fonetik
Fonetik (grekiska φωνή, foné, ljud) eller ljudlära är vetenskapen om talet, särskilt talljuden. Den ägnar sig åt att beskriva språkljud bland annat hur de bildas (talproduktion), deras fysikaliska egenskaper (akustisk fonetik) och hur de uppfattas och förstås (talperception). En deskriptiv gren sysslar med evolutiv fonetik och är en viktig del av den språkhistoriska vetenskapen. Den normativa fonetiken beskriver de vedertagna uttalen i specifika fall. Nära sammanhängande med fonetiken är studiet av språkljudens funktion i själva språket, fonologin. 
Fonetik är även namnet på en årlig svenskspråkig konferens sedan 1986, där fonetiska och närliggande språkteknologiska ämnen tas upp.

## Akustisk fonetik

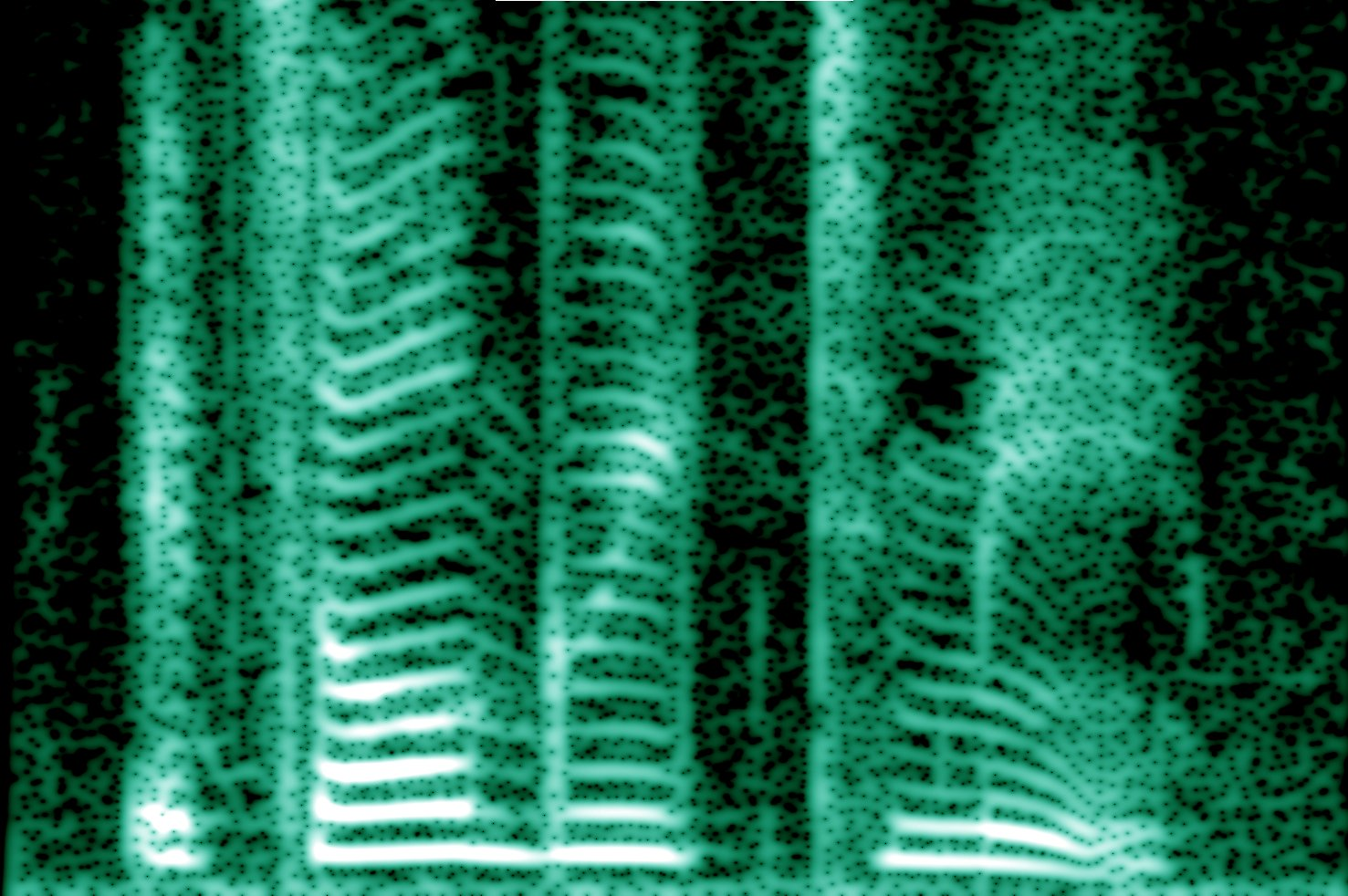
Spektrogram. Kvinnlig talare säger "It's all greek to me".

Akustiskt fonetik är det experimentella studiet av talet som fysikalisk process, främst mätningar och beskrivningar av de ljudvågor som produceras vid tal. Till skillnad från traditionell transkription av subjektiva hörselintryck används vid akustisk fonetik datorer eller maskiner för att spela in och analysera ljudsignalen. På så sätt kan man se tryckmönster, formanter, brus, etc. i ett ljudspektrum (en avbildning av ljudsignalen vid ett visst ögonblick) eller ett spektrogram (en avbildning av ljud över tid). Dock brukar man vid analysen av akustisk data rita ut segment använda traditionella fonetiska tecken. En stor del av den teoretiska grunden för den moderna akustiska fonetiken utvecklades av Gunnar Fant och lades fram i standardverket Acoustic Theory of Speech Production (1960).

## Talperception
Talperception handlar om människans förmåga att koda av den akustiska signalen och matcha den mot sitt ordförråd. Talsignalen genomgår många omvandlingar på vägen till hjärnbarken för att lyssnaren ska kunna tillgodogöra sig det språkliga innehållet. Trots att det är en mycket komplicerad process går den normalt snabbt och utan ansträngning. Talperceptionens huvudproblem består i att det är mycket svårt att dra skarpa gränser mellan ljud och ord och att de språkliga segmenten kan ha skiftande egenskaper. Under 1960-talet formulerade forskare vid Haskinslaboratoriet i New York den så kallade motorteorin; den innebär att lyssnaren i förväg bildar hypoteser om den inkommande signalen och sedan matchar den mot den faktiska signalen. Dessa forskare menade att det i hjärnan skulle finnas ett särskilt neuralt system som sköter denna process. Kritiker till teorin menar att antagandet bara introducerade ytterligare ett antagande som kräver en förklaring.